# Micropsectra jokaquarta
Micropsectra jokaquarta är en tvåvingeart som beskrevs av Sasa och Kazuo Ogata 1999. Micropsectra jokaquarta ingår i släktet Micropsectra och familjen fjädermyggor. Inga underarter finns listade i Catalogue of Life.